# Darshan

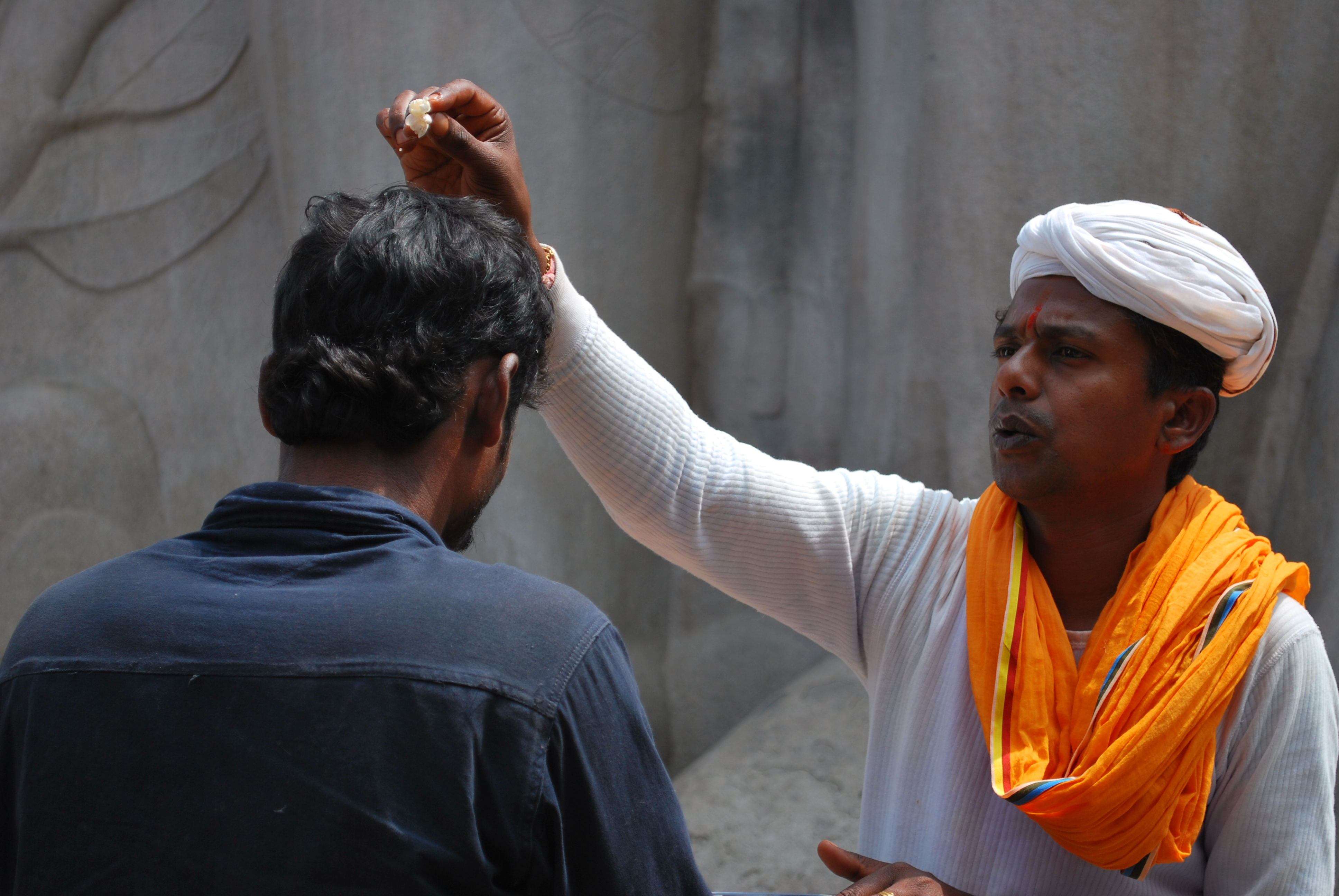
En hinduisk präst utdelar sin välsignelse.

Darshan (även darshana, darśan(a); sanskr. "syn", "uppenbarelse"; "insikt i jaget") är ett religiöst begrepp. Det används för att beteckna uppbarelsen i mötet med en gud(abild), guru eller dylikt som kan förläna välsignelse bara genom att betrakta besökaren. I ett sådant sammanhang anses det ofta viktigt att även utföra pranām (charaņasparsh), det vill säga att beröra den heliges fot.
Inom vedanta avser darshan den filosofi (eller snarare etik) som beskrivs i Upanishaderna.

## Filosofiskt system (hinduismen)
Darshana (även darśanam) används även som sammanfattande benämning på den indiska filosofin. Denna utvecklades århundradena kring år 0 och delas traditionellt in i sex olika skolor. Dessa kan grupperas två och två:
- Mimamsa anknyter direkt till de äldsta vediska texterna, medan Vedanta i mångt och mycket följer tankemönstren i Upanishaderna.
- Samkhya och Yoga utvecklades ur föreställningar utan det etablerade vediska samhället. Det förra blev filosofiska underlag för det senares anhängares tankar och verksamhet.
- Vaisheshika var en systematisk förklaring av världens uppbyggnad, medan Nyaya blev en mer utvecklad logik och kunskapsteori. Den förra blev underlag för den senare, och särskilt Nyayas anhängare förde länge diskussioner med filosofer inom buddhismen.

## Darshan inom buddhismen
Nagarjuna, en av de viktigaste indiask buddhistiska filosoferna, skrev i sin Mūlamadhyamakakārikā ('Grundläggande verser om medelvägen') att en vis person uppfattar den sanna verkligheten (tattva-darshana). Inom buddhistisk filosofi enligt Mahayana-varianten kom darshana att bli ett viktigt koncept. På 200-talet e.Kr. betraktades synen av Buddha (buddha-darshana) och det sammankopplande hörandet av dharma (dharma-śravaṇa) som en transformerande erfarenhet av avgörande betydelse för utövare av olika slag. Termen darshana-citta ('en mental seendehändelse') blev en viktig term i Abhidharma-litteraturen på sanskrit. De indiska mahayana-filosoferna Vasubandhu och Asanga delade in den buddhistiska vägen till frigörelse i fem vägar, där den tredje vägen är den seende vägen (darshana-marga).